# Sara Killinen
Sara Sofia Killinen (* 9. April 2001 in Lapua) ist eine ehemalige finnische Leichtathletin, die sich auf den Hammerwurf spezialisiert hat.

## Sportliche Laufbahn
Killinen begann ihre Karriere im Verein Lapuan Virkiä in ihrer Heimatstadt in Ostbottnien und wechselte 2022 zum finnlandschwedischen Sportverein Esbo IF in der zweisprachigen Stadt Espoo (schwedisch Esbo) in der Region Helsinki.
Erste internationale Erfahrungen sammelte sie im Jahr 2018, als sie bei den U18-Europameisterschaften in Győr mit einer Weite von 69,52 m die Silbermedaille mit dem 3-kg-Hammer gewann. Anschließend startete sie bei den Olympischen Jugendspielen in Buenos Aires und gelangte dort auf den fünften Platz. Im Jahr darauf erreichte sie bei den U20-Europameisterschaften in Borås das Finale, brachte dort aber keinen gültigen Versuch zustande und 2020 begann sie ein Studium am Virginia Polytechnic Institute and State University in den Vereinigten Staaten. Im Jahr darauf schied sie bei den U23-Europameisterschaften in Tallinn mit 59,63 m in der Qualifikationsrunde aus. Bei den finnischen Leichtathletik-Meisterschaften – den so genannten „Kaleva-Spielen“ – gewann Killinen 2022 Bronze. Im selben Jahr brachte sie bei den Europameisterschaften in München in der Vorrunde keinen gültigen Versuch zustande. 2025 gewann sie bei den World University Games in Bochum mit 67,80 m die Bronzemedaille hinter der Chinesin Zhao Jie und Nicola Tuthill aus Irland. Im August 2025 gab sie im Alter von nur 24 Jahren die Aufgabe ihrer aktiven Karriere bekannt.